# Linum persicum
Linum persicum är en linväxtart som beskrevs av Pierre Edmond Boissier. Linum persicum ingår i släktet linsläktet, och familjen linväxter. Inga underarter finns listade i Catalogue of Life.